# Маттіас Яйссле
Маттіас Яйссле (нім. Matthias Jaissle; 5 квітня 1988, Нюртінген, ФРН) — німецький футболіст, захисник. Змушений був рано завершити ігрову кар'єру через травму, після чого став футбольним тренером. З 2021 року — головний тренер австрійського клубу «Ред Булл».

## Ігрова кар'єра
Починав тренуватися в команді «Неккартайльфінген», що знаходиться в Нюртінгені. У 13 років перейшов до академії «Штутгарта», найбільшої футбольної академії землі Баден-Вюртемберг. 2006 року закінчив її і потрапив відразу під поле зору «Гоффенгайма», який мав непогані зв'язки з керівництвом «Штутгарта». Вже взимку 2007 року Маттіас став гравцем клубу і 24 березня дебютував за команду у Регіоналізі Зюд проти другої команди рідного «Штутгарта». Матч закінчився перемогою синіх з рахунком 3:0, Маттіас на 77-й хвилині замінив Сеяда Саліховича.
16 серпня 2008 року Маттіас дебютував у Бундеслізі у виїзному матчі проти «Енергі», що закінчився перемогою «Гоффенхайма» з рахунком 3:0. На 45-й хвилині Яйссле замінив Пера Нільссона. Загалом у дебютному для себе та для команди сезоні у Бундеслізі провів 22 матчі.
Навесні 2009 року отримав важку травму хрестоподібної зв'язки лівого коліна і був змушений перенести складну операцію, відновлення від якої зайняло півтора роки. У жовтні 2010 року повернувся на поле, проте через наслідки травми не зумів вийти на свій рівень і у 2013 році завершив кар'єру у віці 25 років.

### Статистика виступыв
| Клуб              | Сезон   | Чемпіонат                    | Чемпіонат | Чемпіонат | Кубок | Кубок | Єврокубки | Єврокубки | Інше | Інше  | Всього | Всього |
| Клуб              | Сезон   | Ліга                         | Ігор      | Голів     | Ігор  | Голів | Ігор      | Голів     | Ігор | Голів | Ігор   | Голів  |
| ----------------- | ------- | ---------------------------- | --------- | --------- | ----- | ----- | --------- | --------- | ---- | ----- | ------ | ------ |
| «Гоффенгайм II»   | 2006–07 | Оберліга Баден-Вюртемберг    | 1         | 1         | –     | –     | –         | –         | –    | –     | 1      | 1      |
| «Гоффенгайм II»   | 2007–08 | Оберліга Баден-Вюртемберг    | 1         | 0         | –     | –     | –         | –         | –    | –     | 1      | 0      |
| «Гоффенгайм II»   | 2008–09 | Оберліга Баден-Вюртемберг    | 1         | 0         | –     | –     | –         | –         | –    | –     | 1      | 0      |
| «Гоффенгайм II»   | 2009–10 | Оберліга Баден-Вюртемберг    | 1         | 0         | –     | –     | –         | –         | –    | –     | 1      | 0      |
| «Гоффенгайм II»   | 2010–11 | Регіоналліга Південь         | 4         | 0         | –     | –     | –         | –         | –    | –     | 4      | 0      |
| «Гоффенгайм II»   | 2012–13 | Регіоналліга Південний Захід | 4         | 0         | –     | –     | –         | –         | –    | –     | 4      | 0      |
| «Гоффенгайм II»   | Всього  | Всього                       | 12        | 1         | 0     | 0     | 0         | 0         | 0    | 0     | 12     | 1      |
| «Гоффенгайм 1899» | 2006–07 | Регіоналліга Південь         | 7         | 0         | 0     | 0     | –         | –         | –    | –     | 7      | 0      |
| «Гоффенгайм 1899» | 2007–08 | Друга Бундесліга             | 22        | 2         | 2     | 0     | –         | –         | –    | –     | 24     | 2      |
| «Гоффенгайм 1899» | 2008–09 | Бундесліга                   | 22        | 0         | 1     | 0     | –         | –         | –    | –     | 23     | 0      |
| «Гоффенгайм 1899» | 2010–11 | Бундесліга                   | 9         | 0         | 0     | 0     | –         | –         | –    | –     | 9      | 0      |
| «Гоффенгайм 1899» | Всього  | Всього                       | 60        | 2         | 5     | 0     | 0         | 0         | 0    | 0     | 65     | 2      |
| Загалом           | Загалом | Загалом                      | 72        | 3         | 5     | 0     | 0         | 0         | 0    | 0     | 77     | 3      |

## Тренерська кар'єра
У 2015 році Яйссле розпочав тренерську роботу, тренуючи юнацькі команди «РБ Лейпциг» та «Ред Булл», а також працюючи асистентом головного тренера датського клубу «Брондбю».
4 січня 2021 року розпочав самостійну тренерську роботу, очоливши австрійський клуб «Ліферінг», який виступав у Першій лізі і був фарм-клубом зальцбурзького «Ред Булла».
1 липня 2021 став головним тренером клубу «Ред Булл», підписавши трирічний контракт і змінивши на посаді Джессі Марша.

## Титули та досягнення
- Чемпіон Австрії (2):

«Ред Булл»: 2021-22, 2022-23
- Володар Кубка Австрії (1):

«Ред Булл»: 2021-22